# Griekse zondvloedverhalen
Bij de Grieken komen ten minste drie grote zondvloedverhalen voor. Het eerste verhaal speelt zich af in de tijd van Ogyges, de stichter en koning van Thebe in Boeotië, het tweede is het verhaal van Deukalion en Pyrrha, en het derde verhaal speelt zich af in de tijd van Dardanus. Ook in twee dialogen van Plato, Timaeus en Critias, wordt er gesproken over zondvloeden en de ondergang van het mythische eiland Atlantis. Verder heeft elk verhaal vele varianten. 

## Tijd waarin de overstromingen mogelijk plaats hadden
Volgens de Romeinse geleerde Varro (116 - 27 v.Chr.) had de vloed van Ogyges 2100 jaar voordat hij schreef plaats, ongeveer 4000 jaar geleden dus.
Preciezer is de schrijver Julius Africanus (ca. 160 – ca. 240), die een geschiedenis schreef van de wereld vanaf de schepping tot het begin van onze jaartelling. Hij schrijft dat de vloed  van Ogyges 1200 jaar eerder plaats had dan de eerste Olympiade. Die was in 776 v.Chr. dus zou de zondvloed van Ogyges in 1996 v.Chr. moeten hebben plaatsgevonden. Volgens Julius Africanus gebeurde dit ten tijde van de eerste koning van Argos, Phoroneus. 
Julius Africanus schrijft ook dat Ogyges een tijdgenoot was van Mozes en hij beschouwt het als zeer logisch dat toen Egypte werd getroffen door de vele plagen, er ook in Griekenland van alles misging, zeker ook omdat de Atheners volgens onder andere de geschiedschrijver Theopompus kolonisten waren uit Egypte en daardoor mede schuld droegen. 
Volgens de christelijke geleerde Eusebius (ca. 263 – 339) vond de grote vloed in de tijd van Ogyges tweeëntwintighonderd jaar na de vloed van Noach en 250 jaar voor de vloed van Deukalion en Pyrrha plaats. Het feit dat Eusebius de vloed van Noach als eerste laat plaatsvinden kan verklaard worden doordat hij de Bijbel als ouder en waardevoller zag dan de Griekse mythen.

## Het verhaal van Ogyges
Het verhaal van Ogyges kent (zoals zoveel Griekse mythen) meerdere versies, waarbij de Atheense en de Boeotische versie de meest bekende zijn. 
In de Atheense versie is Ogyges de vader van de Atheense held Eleusis, en de vader van Deaira, de dochter van Oceanus. De verwoesting door de zondvloed die plaatsvond onder de heerschappij van Ogyges was zo groot, dat zelfs de bergen in Thessalië werden overspoeld, en Athene bleef daarna zonder koning totdat Cecrops aan de macht kwam. Cecrops was half slang, half mens en hij wordt ook wel gezien als de grondlegger van de Griekse beschaving.
De Boeotische versie van het verhaal is waarschijnlijk veel ouder dan die van de Atheners en het is dan ook waarschijnlijk dat Ogyges van oorsprong een Boeotische held was die de Atheners hebben overgenomen. In de Boeotische versie was Ogyges de vader van Alalcomenia, Thelxinoea, en Aulis, die later door de Boeotiërs als goden werden vereerd. Als het verhaal inderdaad oorspronkelijk van de Boeotiërs afkomstig is kan het verhaal van Ogyges misschien verklaard worden door een overstroming van het meer Copaïs, waarbij een groot deel van de vlakte van Boeotië onder water kwam te staan.
Tegenwoordig is van het meer alleen nog een grote vlakte over, waar her en der resten van oude steden zijn overgebleven. De meest mysterieuze stad die is overgebleven is de stad die tegenwoordig Goulas of Gla wordt genoemd; de oorspronkelijke naam en de geschiedenis van de stad zijn niet bekend, en er is ook geen enkele mythe over te vinden. De ruïnes staan op een kleine verhoging, die toen het meer nog vol was, een eiland moet zijn geweest. De verhoging wordt geheel omringd door een grote stenen muur, waar vier poorten in zijn gebouwd, die worden geflankeerd door torens. In de stad staan de ruïnes van nog veel meer gebouwen, waaronder een groot paleis dat gebouwd is in de Myceense stijl, maar met een andere plattegrond. Het vreemde is dat het paleis maar een korte tijd in gebruik is geweest. In het paleis zijn sporen gevonden die wijzen op een gewelddadig einde van de vesting. 
Er zijn niet, zoals onder andere in Troje, meerdere lagen met bebouwing gevonden, maar slechts één enkele, waardoor sommige mensen beweren dat de plaats al snel ongunstig werd om te wonen, misschien wel door een overstroming van het Copaïsmeer. Sommige archeologen zijn er dan ook van overtuigd, dat deze stad de woonplaats van Ogyges moet zijn geweest.

## Het verhaal van Deucalion en Pyrrha
Het verhaal van Deucalion en Pyrrha heeft vele varianten. Volgens de vijfde-eeuwse schrijver Hellanicus landde de ark van Deucalion bij de berg Otfrys in Thessalië. Volgens Apollodorus en Ovidius bij de Parnassus, en volgens een latere Romeinse schrijver zelfs op de Etna, maar de grote lijnen van het verhaal komen over het algemeen redelijk overeen: 
De mensen waren zodanig verwilderd en zo gewend geraakt aan misdaad en kwaad dat Zeus vond dat er geen hoop meer was en besloot hen te vernietigen. Zijn bliksemschichten waagde de oppergod evenweI niet te gebruiken omdat de kans bestond dat de vlammen tot aan de hemel zouden oplaaien en ook de woonplaats van de goden zouden verbranden. Daarom besloot hij de aarde te vernietigen met een enorme zondvloed. Hij liet het zo lang regenen tot alle rivieren buiten hun oevers traden en met de hulp van zijn broer Poseidon steeg het water van de zeeën tot het hele land overstroomd was. De mensen zochten hun toevlucht in de bergen, maar zelfs sommige van de hoogste toppen werden overspoeld en degenen die een droge plaats wisten te bereiken stierven van de honger.
Deucalion was de zoon van Prometheus en was getrouwd met Pyrrha, de dochter van Epimetheus en Pandora. Prometheus adviseerde Deucalion een schip te bouwen en daardoor overleefden alleen zij de vloed. Er wordt ook verteld dat ze de vloed overleefden, omdat ze als enigen vroom geleefd hadden, hun gebeden hadden uitgevoerd en hun offers aan de goden hadden gebracht.
Nadat ze een lange tijd hadden rondgedreven bereikten ze uiteindelijk de top van de Parnassus, de enige berg die nog boven het water uitstak. Zeus zag hen daar en besloot hen te redden. Toen het water na en tijdje gezakt was zaten ze daar alleen op een uitgestrekte moddervlakte. Wanhopig gingen ze naar dat wat er over was van het orakel van Themis en vielen op hun knieën en begonnen te bidden. Toen klonk een stem die volgens Ovidius Metamorphosen zei: 
Mota dea est sortemque dedit : 'Discedite templo
et velate caput cinctasque resolvite vestes
ossaque post tergum magnae iactate parentis!
Nadat ze de spreuk begrepen hadden namen ze stenen en wierpen die achter hen. De stenen namen een menselijke gedaante aan, mannelijk of vrouwelijk al naargelang wie ze gooide, Deucalion of Pyrrha.
Deucalion werd koning van zijn nieuwe onderdanen en zijn zoon Hellen werd stamvader van de Hellenen ofwel Grieken.

### Lykaon gaf de aanleiding voor de vloed
Over de vloed van Deucalion wordt ook het verhaal van Lykaon verteld. Lykaon was de koning van Arcadië en de zoon van Pelasgus. Hij was vader van vijftig zonen. Hij voerde ook de cultus van Zeus Lykaeos in.
Dagelijks ontving hij vreemdelingen gastvrij om hen vervolgens aan Zeus te offeren. Toen Zeus nu eens had gehoord dat de mensen zo vreselijk slecht waren, wilde hij kijken of dat echt zo was en daalde af van de Olympos en bezocht in Lykosura koning Lykaon. 
Deze had een beetje last van hubris en wilde Zeus weleens testen en zette hem daarom een gevangengenomen Molosser (de Molossers waren een naburig volk) voor. Maar Zeus had de list door en was zo kwaad dat hij een bliksem op Lykaon afstuurde en deze bliksem veranderde hem in de eerste van de Lycantropen (weerwolven).
Zeus was nu zo kwaad over de mensen dat hij besloot een Godenvergadering bijeen te roepen en daar werd besloten de mensheid te vernietigen met een vloed. De enigen die overleefden, waren Deukalion en Pyrrha.

### Deukalion en Pyrrha bij de Atheners en in Hiërapolis
Vele plaatsen in het oude Griekenland claimden op de een of andere manier met de grote vloed van Deukalion te maken te hebben gehad, zo ook de Atheners. Zij beweerden dat toen de regen boven Lycorea losbarstte, waar Deukalion koning was, deze onmiddellijk naar Athene vluchtte en daar een heiligdom voor Zeus bouwde en dankoffers bracht. In dit verhaal wordt niet gesproken over een schip.
Reizigers in de tweede eeuw na Christus werden in Athene naar een groot gat in de grond geleid, waar volgens de Atheners al het water na de zondvloed in was verdwenen. Elk jaar werd er daar een festival gehouden waarbij mensen eten en drinken in de kuil gooiden voor de mensen in de onderwereld.
Een dergelijke ceremonie vond ook in Hiërapolis plaats, in Klein-Azië. De schrijver Lucianus vertelt hier uitvoerig over. Hij zegt dat de aarde voor de zondvloed door een ander soort mensen werd bevolkt, die bekendstonden om hun slechtheid en wetteloosheid. Deukalion was een van hen, maar hij was anders dan alle anderen. Omdat hij verstandig was en trouw aan de Goden, werd hij gespaard toen werd besloten de mensheid weg te vagen. Deukalion ging samen met zijn vrouw en kinderen aan boord van de ark. Toen hij aan boord was gegaan kwamen varkens, paarden, leeuwen, slangen en alle andere landdieren op het schip, in paren. Ze deden elkaar geen kwaad want met de hulp van God waren ze heel vriendelijk tegen elkaar en ze bleven op de ark totdat het water was gezakt.
Behalve dit verhaal hadden de mensen uit Hiërapolis net als de Atheners een gat in de grond waar het water van de vloed in verdwenen zou zijn. Deukalion zou naast het gat een tempel voor Hera hebben gebouwd. Bij deze tempel werd er twee keer per jaar door de bevolking water van de zee naar de kuil gebracht en in de kuil ernaast gegooid. Hoewel het maar een heel kleine kuil was verdween al het water erin, waarmee het bewijs was geleverd dat dit wel de kuil van Deukalion moest zijn. 
Dit verhaal is waarschijnlijk door de Babyloniërs beïnvloed en door andere volkeren, die uit het oosten kwamen.

### Nannacus en de ark in Apamea Cibotos
Op wel meer plekken in Klein-Azië werden verhalen verteld die te maken hadden met de vloed van Deucalion. Zo was er ooit een man die Nannacus heette, koning van Phrygië was en al meer dan driehonderd jaar oud was. Zijn buren die de oude man blijkbaar zat waren gingen naar het orakel om te vragen hoelang Nannacus nog zou leven. Toen zei het orakel dat als Nannacus zou sterven alle mensen met hem ten onder zouden gaan.
Nadat de hele wereld ten onder was gegaan door de zondvloed liet Zeus Athena en Prometheus beelden van modder maken en de wind er levensadem in blazen. 
Deze Nannacus wordt weleens vergeleken met de Bijbelse Henoch of Hanoch, die driehonderdvijfenzestig jaar leefde voor de vloed en toen op vreemde wijze van de aarde verdween, maar ook op het Griekse eiland Kos zijn inscripties gevonden over Nannacus, wat erop zou kunnen wijzen dat hij van oorsprong Grieks is.
Ook in Apamea Cibotos in Phrygië zijn aanwijzingen voor het zondvloedverhaal te vinden. De naam Cibotos betekent ark en op een muur in het dorp staat de ark afgebeeld met twee passagiers erin en buiten de ark nog twee, een man en een vrouw. Op de top van de mast staan twee vogels, waarvan men zegt dat de ene een raaf is en de andere een duif met een olijftak. Ook staat er naast de ark het Griekse equivalent van Noach. Dit bewijst dat de mensen in Apamea Cibotos in de derde eeuw na Christus op de hoogte waren van het Hebreeuwse zondvloedverhaal.

### De vloed van Deucalion en Pyrrha op Rhodos
Eerst werd het eiland Rhodos bewoond door mensen die Thelkinen heten; ze waren de kinderen van Thalatta(de zee). Van deze Thelkinen wordt verteld dat ze de uitvinders waren van een aantal nuttige gebruiksvoorwerpen en dat ze als eerste standbeelden bouwden voor de goden. De oudste afbeeldingen van de goden zijn naar hen genoemd, zoals de Apollo Thelkinios bij de Lindiërs. Maar bovenal waren de Thelkinen magiërs, die het konden laten sneeuwen en regenen en zelfs hun gedaantes konden veranderen. Ze deelden deze kunsten niet graag met anderen.
Zij zagen de vloed dan ook aankomen en verlieten het eiland. Op hun raad vertrok Lykos naar Lykia en wijdde daar bij de rivier Xanthos een tempel aan Apollo Lykios. Toen de vloed kwam stierf de rest van de inwoners en werd het eiland overspoeld.

## Het verhaal van Dardanus
Dardanus was de zoon van Zeus en Elektra. Hij was eerst koning in Arcadië, samen met zijn oudere broer Iasus. Dardanus trouwde met Chrysis en kreeg twee zonen, Ideaus en Deimas. 
Toen een grote vloed plaatsvond splitsten de overlevenden, die naar de bergen waren gevlucht, die nu eilanden waren geworden, zich in tweeën. De ene helft bleef onder leiding van Deimas achter, de andere helft vertrok met Dardanus naar het eiland Samothracië (Samothrake). Dit eiland was echter niet echt vruchtbaar en daarom vertrokken Dardanus en de zijnen weer, dit keer naar Klein-Azië. Daar stichtte Dardanus Troje, dat ook wel Dardania wordt genoemd. 
Zoals het verhaal van Ogyges misschien verklaard kan worden door een overstroming van het meer Copaïs, zo kan het verhaal van Dardanus misschien verklaard worden door een overstroming in een soortgelijke vallei, alleen dan in Arcadië.
Volgens Varro was Dardanus afkomstig uit Pheneus in Noord-Arcadië. Er zijn veel overeenkomsten tussen de vlakte van Copaïs en die van Pheneus. Het zijn allebei uitgestrekte vlaktes, omringd door bergen die regenwater aanvoeren. Allebei hebben ze ook geen rivier die de mogelijkheid geeft het water af te voeren naar de zee, maar het water wordt afgevoerd via onderaardse kanalen. Deze kanalen kunnen door een aardbeving plotseling worden afgesloten, waarna de vlakte volloopt. 
Door de jaren heen doen er heel wat mensen verslag over de toestand van het meer van Pheneus. In de tijd van Pausanias (2e eeuw) was al het water weer verdwenen en Pausanisas hoorde alleen verhalen over het feit dat de vlakte ooit een meer zou zijn geweest. 
Volgens Plinius was de toestand van de vallei tot aan zijn tijd toe vijf keer veranderd van ondergelopen naar droog en weer terug, en dit zou veroorzaakt zijn door aardbevingen.

## De vloed bij Samothracië
Volgens weer een andere versie van het verhaal kwam Dardanus in Troje terecht nadat hij in Samothracië (Samothrake) overvallen was door een vloed en hij net zo lang wegdreef tot hij op de berg Ida strandde. De Samothraciërs zeiden dan ook dat hun eiland overspoeld was door een vloed, de allereerste vloed, die plaats zou hebben gehad voor alle andere vloedgolven die Griekenland zouden hebben geteisterd. Ook nu nog graven vissers voor de kust van het eiland zuilen op die afkomstig zijn van verzonken steden. 
De reden die de Samothraciërs gaven voor deze vloed is het verdwijnen van de barrière tussen de Zwarte Zee en de Middellandse Zee. Toen deze blokkade verdween, ontstonden in één klap de Dardanellen en de Bosporus en een groot deel van Klein-Azië werd overspoeld door al het water.

## De verspreiding en de mogelijke afkomst van de Griekse zondvloedverhalen
Na al deze verhalen kunnen we er absoluut zeker van zijn dat er zeker niet één eenduidig Grieks zondvloedverhaal is geweest, maar toch zijn er zeker wel overeenkomsten.
Vermoedelijk heeft de legende met een ritueel te maken, zoals dat in Hierapolis, en dit ritueel zou ook uitgevoerd zijn in tijden van grote droogte om de geesten van mensen die gestorven waren tijdens de zondvloed op te roepen, en men geloofde dat deze geesten voor water zouden zorgen...
De zondvloedsage is misschien oorspronkelijk afkomstig uit Kreta, met Deuakalion als zoon van Minos en de mythe wordt ook vaak met de zonnegod Helios verbonden. Ook met Zeus, die als Naios in Dodona, als Phryxios in Thessalië, als Olympios in Athene, en als Aphesios en Nemea bekend is wordt de zondvloed vaak verbonden.

## Zondvloedverhalen bij Plato
In de dialoog Timaeus vertelt Critias een verhaal waar hij al heel lang mee had rond gelopen en dat hij nu eindelijk eens aan Socrates wilde vertellen. Hij had het gehoord van zijn grootvader, die het weer van Solon had gehoord, die het verhaal op zijn beurt weer van een Egyptische priester van Saïs zou hebben gehoord. Het verhaal gaat volgens de priester over de vroegste geschiedenis van de Grieken, waar geen geschreven bronnen over zijn. Daarom was deze geschiedenis ook bij de Grieken uit Solons tijd onbekend. 
Er wordt verteld over een hele reeks gigantische vloedgolven die Griekenland en ook stukken van de rest van de wereld overspoeld zouden hebben. Bij een van vloedgolven, 'de derde voor de verwoesting ten tijde van Deukalion' (Kritias, 112A), zou het eiland Atlantis zijn verdwenen. 
In Plato's dialoog Critias, die niet helemaal bewaard is gebleven, vertelt Critias tot in detail over hoe het eiland Atlantis er uit zou moeten hebben gezien. Er wordt verteld over een heel systeem van ringen en kanalen en prachtige paleizen en steden. Atlantis zou een zeer machtig land zijn geweest, maar het zou zijn verslagen door de Atheners toen het probeerde zijn invloed uit te breiden. Volgens Plato lag Atlantis buiten de zuilen van Herakles in een grote oceaan, omsloten door een groot tegenoverliggend continent. 
Deze aanwijzing en de nauwkeurige beschrijving van Atlantis zorgen er al vele jaren voor dat mensen proberen op de een of andere plek Atlantis te vinden. Het zou bij Indonesië liggen, op de Zuidpool, de Canarische eilanden (de Pico del Teide van Tenerife heette ooit Atlas), het zou het door een vulkaan verwoeste eiland Thera (Santorini) kunnen zijn en zo zijn er nog veel meer mogelijke locaties voor Atlantis. De mensen uit Atlantis zouden de piramiden hebben gebouwd, en tempels in Midden-Amerika en alle informatie over de inwoners van Atlantis zou verborgen liggen onder de rechtervoet van de sfinx.
Of we al deze verhalen nou serieus moeten nemen of niet, Plato's verhaal over Atlantis is wel een van de meest bekende verhalen over een allesvernietigende vloedgolf, en het heeft door de jaren heen vele mensen geïntrigeerd.

## Antieke bronnen
- Plato: Dialogen Timaeus en Critias
- Strabius (Strabo?): VII p.331
- Diodorus Siculus: 5.55.1
- Ovidius Metamorphosen I (163-253)/ (313-415)